# Husein Ibrulj
Husein-efendija Ibrulj (? Ljubuški?, osmanská říše – 28. září 1891 Sarajevo, Bosna a Hercegovina) byl bosenskohercegovský islámský duchovní bosňáckého původu. Někdy bývá uváděn s příjmením Ibrahimović.

## Životopis
O mládí a dětství Huseina Ibrulja nejsou bližší zprávy. V rodném městě byl kádím a učitelem, muderrisem, v islámské vyšší škole, medrese. Ta byla v Ljubuškém založena krátce před rokem 1850.
Roku 1882 byl jmenován členem ulema-medžlisu, nejvyšší rady duchovních Islámského společenství v Bosně a Hercegovině. Na této pozici setrval až do své smrti.